# ピエール・レヴィ
ピエール・レヴィ（Pierre Lévy, 1956年 - ）は、チュニジア生まれのフランスの哲学者。ケベック大学トロワ＝リヴィエール校、パリ第8大学で教鞭を執った後、現在オタワ大学で集団的知性を教授している。ミシェル・セールの教え子であり、情報社会論を主たる活動領野とする。セールとドゥルーズ＝ガタリの真ん中で、存在論や形而上学から離れがちなのが成功の要因であり、難点である。

## 著書
- Lévy, Pierre 著、米山優監 訳『ヴァーチャルとは何か?―デジタル時代におけるリアリティ』昭和堂、2006年3月（原著1998年）。ISBN 4812206073。
- Lévy, Pierre 著、米山優・ほか 訳『ポストメディア人類学に向けて : 集合的知性』水声社〈批評の小径〉、2015年3月（原著1997年）。ISBN 9784801000902。